# Haute Tension (série télévisée, 1963)
Pour les articles homonymes, voir Haute tension (homonymie).
Haute tension (Kraft Suspense Theatre) est une série télévisée américaine en 59 épisodes de 50 minutes, en couleurs, et diffusée entre le 10 octobre 1963 et le 1er juillet 1965 sur le réseau NBC.
Au Québec, la série a été diffusée à partir du 26 septembre 1966 à la Télévision de Radio-Canada, et en France, à partir du 7 janvier 1970 sur la première chaîne de l'ORTF. D'autres épisodes furent programmés en septembre-octobre 1971 sur la deuxième chaîne de l'ORTF, puis en juin-juillet 1973 à nouveau sur première chaîne de l'ORTF.
Cette anthologie avait débuté sur la chaîne NBC aux Etats-Unis le 7 mai 1947 sous le titre Kraft Television Theatre et dura onze saisons et 587 épisodes jusqu'en 1958 où elle fut remplacée par Kraft Mystery Theatre de 1961 à 1963 (47 épisodes).
Lors de la diffusion française, le 21 octobre 1971 fut diffusé dans le cadre de Haute Tension un épisode de Kraft Mystery Theatre  : Shadow of a Man sous le titre Un homme très estimé. C'est en réalité le premier épisode de la saison 3 de cette anthologie antérieure à Kraft Suspense Theatre diffusé sur NBC le 19 juin 1963.
Par contre, l'épisode Vivez Dangereusement (Rapture at Two-Forty) a été diffusé dans le cadre de Match contre la vie  le 26 juillet 1969 sur la première chaine de l'ORTF. C'est à partir de cet épisode que fut décidé la production de la série avec Ben Gazzara, l'épisode diffusé dans Haute tension" servant de pilote.
Le thème musical du générique a été composé par John Williams sous le nom de Johnny Williams.
NBC rediffusa la série en syndication (sur les chaînes régionales) sous le titre Crisis.

## Synopsis
Cette série est une anthologie d'histoires policières, d'espionnage, d'aventures et de récits de guerre.

## Distribution
De nombreux acteurs ont participé au casting, parmi lesquels : Lloyd Bridges, James Caan, John Cassavetes, Robert Conrad, Robert Duvall, Mimsy Farmer, John Forsythe, Ben Gazzara, Peter Graves, Tippi Hedren, Ida Lupino, Lee Marvin, Vera Miles, Leonard Nimoy, Ronald Reagan, Mickey Rooney, Gena Rowlands, Robert Ryan, Telly Savalas, Dean Stockwell, Gloria Swanson et le mannequin Dovima en 1964.

## Épisodes
- 36 épisodes ont été doublés en français.

### Première saison (1963-1964)
1. La Trahison du sergent Ryker (1/2) (The Case Against Paul Ryker : Part 1)
2. La Trahison du sergent Ryker (2/2)  (The Case Against Paul Ryker : Part 2)
3. Fini del mondo (The End of the World Baby)
4. Un héros de notre temps (A Hero for Our Times)
5. Titre français inconnu (Are There Any More Out There Like You)
6. Attention aux faux-pas (One Step Down)
7. Le Détecteur de mensonges (The Machine That Played God)
8. Titre français inconnu (The Long Lost Life of Edward Smalley)
9. Titre français inconnu (The Hunt)
10. Titre français inconnu (The Name of the Game)
11. Plongée fatale (The Deep End)
12. Le Malentendu (A Truce to Terror)
13. Mais qui est Jennifer ? (Who is Jennifer?)
14. Titre français inconnu (Leviathan Five)
15. Titre français inconnu (My Enemy, This Town)
16. Dans la gueule du loup (The Action of the Tiger)
17. Titre français inconnu (Doesn’t Anyone Know Who I Am?)
18. Pas pour vos beaux yeux (The Threatening Eye)
19. Le Périlleux Voyage (A Cause of Anger)
20. Mission de charme (Knight's Gambit)
21. L'Homme aux lunettes noires (Once Upon a Savage Night)
22. Le Solitaire (Portrait of a Unknown Man)
23. L'Erreur d'une mère (Their Own Executioners)
24. Titre français inconnu (The Sweet Taste of Vengeance)
25. Titre français inconnu (Charlie, He Couldn't Kill a Fly)
26. Titre français inconnu (The Watchman)
27. Titre français inconnu (The Robrioz Ring)
28. Nuit de terreur (A Cruel and Unusual Night)

### Deuxième saison (1964-1965)
1. Je voudrais un monde meilleur (The World I Want)
2. Opération Griffon (Operation Grief)
3. Titre français inconnu (A Lion Amongst Men)
4. Épitaphe pour un frère (That He Should Weep For Her)
5. Incident aérien (The Kamchatka Incident)
6. Le Cercueil (The Jack is High)
7. Titre français inconnu (Graffiti)
8. Vol de bijoux (One Tiger to a Hill)
9. Titre français inconnu (Three Persons)
10. Titre français inconnu (The Gun)
11. Titre français inconnu (The Wine-Dark Sea)
12. Titre français inconnu (In Darkness, Waiting - Part 1)
13. Titre français inconnu (In Darkness, Waiting - Part 2)
14. Un million pour un mari (That Time in Havana)
15. Un gros coup pour rien (Four Into Zero)
16. Panique (Streetcar, Do You Read Me?)
17. Titre français inconnu (The Last Clear Chance)
18. Le monde n'est pas si triste (Won't it Ever Be Morning?)
19. Nul ne saura (Nobody Will Ever Know)
20. La Jungle du tapis vert (The Green Felt Jungle)
21. Vivez dangereusement (Rapture at Two-Forty) - pilote pour Match contre la vie
22. Titre français inconnu (Jungle of Fear)
23. Ultra-secret (Kill no More)
24. Titre français inconnu (The Long Ravine)
25. La Trêve de Pâques (The Easter Breach)
26. Les Vengeurs (The Safe House)
27. Le Sceptre de Louis XIV (Twixt the Cup and the Lip)
28. Les Trains du silence (The Trains of Silence)
29. Mourir le 20 juillet (Kill Me on July 20th)
30. La Chambre forte (The Rise and Fall of Eddie Carew)
31. Le Pianiste (Connery's Hands)